# Henri Hubert
Henri Hubert (Paris, 23 de junho de 1872 - 25 de maio de 1927) foi um arqueólogo e sociólogo de religiões comparadas, é mais conhecido por seu trabalho sobre os Celtas e sua colaboração com Marcel Mauss e outros membros do Année Sociologique.

## Biografia
Hubert nasceu e foi criado em Paris, onde participou Lycée Louis-le-Grand. Foi influenciado pela escola do capelão Abbé Quentin que incutiu nele um interesse na religião, em particular sobre os assírios. Entrou na École Normale Supérieure onde começou a estudar a história do cristianismo. Depois de estudar a Igreja Ortodoxa Orientale o Império Bizantino realizou sua tese de doutorado focado em pré-religião cristã na Ásia Menor. 
Ao contrário da maioria dos acadêmicos francês, Hubert foi centrado na investigação, em vez do ensino de pós graduação. Ele tomou uma posição, na École Pratique des Hautes Études e em 1898 também assumiu uma posição no Musée des Antiquités. Foi nessa época que ele ficou cada vez mais interessados na história e na cultura celta. 
Foi também em 1898 que Hubert se tornou um amigo próximo de Marcel Mauss e começou a colaborar no Année Sociologique de Emile Durkheim, quando se tornou responsável pela se(c)ção sobre a "sociologia da religião". Hubert e Mauss estavam a colaborar em várias obras importantes no futuro, incluindo "Sacrifício: A sua natureza e função" (1899) e seu Esboço de uma Teoria Geral da Magia (1904). 
Em 1906 assumiu um posto na École du Louvre, onde proferiu palestras sobre a pré-história etnográfica da Europa. Ao longo das duas primeiras décadas do século XX Hubert continuou a publicar sobre a Ásia e os celtas, bem como temas mais gerais. Seus trabalhos a partir deste período incluem o desenvolvimento dos Celtas, grandeza e declínio, ambos disponíveis em um único volume intitulado A História Celta (London: K. Paul, Trench, Trubner 1934; Reimprimir Bracken 1993). Seu trabalho de acompanhamento sobre os povos germânicos, intitulada Les Germains e publicado postumamente, em 1952. Também a partir deste período o Ensaio sobre Hora: Um Breve Estudo da Representação do Tempo em Religião e Magia.